# Christopher Teichmann
Christopher Teichmann (Siegen, 13 ottobre 1995) è un ex calciatore tedesco naturalizzato svizzero, di ruolo centrocampista.